# Joaquín Santo Matas
Joaquín Santo Matas (Alacant, 11 de setembre de 1953 - 9 de novembre de 2022) fou un acadèmic i polític valencià. En 2018 va ser escollit membre del Consell Valencià de Cultura.
Llicenciat en Filosofia i Lletres, va treballar com a periodista i va publicar treballs de recerca històrica sobre Alacant a diferents mitjans de premsa. En 1979-1980 formà part de la junta directiva de l'Associació per a la Defensa dels Interessos d'Alacant (ADIA).
A les eleccions a les Corts Valencianes de 1983 fou elegit diputat dins les files d'Alianza Popular, però el 1987 abandonà el partit i marxà al Centro Democrático y Social (CDS), amb el qual fou elegit diputat a les eleccions a les Corts Valencianes de 1987. Durant les dues legislatures ha presentat al Ple ponències de Llei sobre Ordenació Bibliotecària, i fou primer president de la Comissió de Sanitat de les Corts Valencianes. Fou responsable de la campanya electoral del CDS a les eleccions a les Corts Valencianes de 1991, en las que va perdre l'escó. Uns anys més tard tornà al Partit Popular, de manera que el 2000 formà part del Patronat Municipal de Cultura d'Alacant. El 2003 fou nomenat director de l'Institut Alacantí de Cultura Juan Gil-Albert, càrrec que deixà en 2009. Després va estar assessor artístic de la Casa de la Cultura d'El Campello, membre de la Comissió Científico-Artística del Consorci de Museus de la Comunitat Valenciana i assessor de cultura de la Presidència de la Diputació d'Alacant. El 2013 fou nomenat acadèmic per Alacant de la Reial Acadèmia de Cultura Valenciana.